# Triple Quartet
Triple Quartet è una composizione musicale scritta da Steve Reich nel 1998, commissionata e dedicata al Kronos Quartet, che l'ha suonata per la prima volta il 22 maggio 1999 al Kennedy Center, a Washington.
Come suggerisce il nome, triple quartet è scritta per tre quartetti d'archi, ognuno composto da 2 violini, 1 viola e 1 violoncello. È stato composto per essere suonato da un quartetto singolo con l'uso di tracce preregistrate per le altre otto voci.

## Struttura
Steve Reich stesso ha dichiarato: